# Чирші (Першостепановське сільське поселення)
Чирші́ (рос. Чирши, чув. Чăрăш) — присілок у складі Цівільського району Чувашії, Росія. Входить до складу Першостепановського сільського поселення.
Населення — 64 особи (2010; 79 у 2002).
Національний склад:
- чуваші — 96 %